# Rębków-Parcele
Rębków-Parcele (prononciation : [ˈrɛmpkuf parˈt͡sɛlɛ]) est un village polonais de la gmina de Garwolin dans le powiat de Garwolin de la voïvodie de Mazovie dans le centre-est de la Pologne.
Il se situe à environ 7 kilomètres au sud-ouest de Garwolin (siège du powiat) et à 55 kilomètres au sud-est de Varsovie (capitale de la Pologne).

## Histoire
De 1975 à 1998, le village appartenait administrativement à la voïvodie de Siedlce.